# Alain Léauthier
Alain Léauthier est un écrivain et journaliste d'investigation français né le 9 juin 1957. Il est depuis 2007 grand reporter à l'hebdomadaire Marianne, après avoir travaillé de 1981 à 2007 au quotidien Libération. Il est spécialisé en politique étrangère.

## Publications
- Les Flics (avec Frédéric Ploquin), Flammarion, 1990.
- Le Goût du mescal, Plon, 2005.
- Mort d'un voyou, Grasset, 2004.